# اسکاتس میراکل
اسکاتس میراکل (انگلیسی: Scotts Miracle) شرکت تجهیزات کشاورزی آمریکایی است، که در سال ۱۸۶۸ تأسیس شد.